# John Talbot av Grafton
John Talbot av Grafton, Worcestershire, född 1545, död den 28 januari 1611, var en engelsk romersk-katolsk lekman under Elisabet I:s och Jakob I:s regeringstider. Han blev medlem i Lincoln's Inn, en av fyra Inns of Court, innan han blev parlamentsledamot för Droitwich 1572.
Talbot, som tillhörde en tro som inte var uppskattad i England vid tillfället, var ständigt och jämt misstrodd av den engelska regeringen. På 1580-talet sattes Talbot i en sorts husarrest, vilket gjorde att han var begränsad till att vistas i Henry Whitneys hus (i Mitcham, Surrey) och två engelska mil runt detta. År 1588 fängslades han i Wisbech Castle för att ha medverkat i en olaglig högmässa; Talbot och hans fru Catherine Petre släpptes dock ut under 9 december 1588 till runt 13 maj 1589 via borgen på grund av deras dåliga hälsa. Talbot ska senare ha suttit i husarrest igen, denna gång i sitt eget hem i Clerkenwell. Talbot fängslades även några gånger under 1590-talet innan han togs till Bath för att kunna förbättra sin hälsa. Efter det fängslades han i Banbury Castle.
År 1605 uppstod det ytterligare komplikationer för Talbot efter att krutkonspirationen hade gått i stöpet; hans dotter Gertrude hade nämligen gift sig med Robert Wintour, en av konspiratörerna. Efter att konspirationen hade misslyckats hade Roberts bror Thomas Wintour och Stephen Littleton bett Talbot om hjälp, men han hade visat sig vara lojal mot kungen och avfärdade deras förfrågan. Dock arresterades Talbot den 4 december 1605 och han förhördes angående konspirationen. Han avled 1611 och begravdes i Albrighton, Shropshire.

## Familj
Talbot och hans fru, Catherine Petre, fick tillsammans minst fyra barn:
- Anne Talbot, som gifte sig med Thomas Hanmer den 18 november 1585.
- George Talbot, 9:e earl av Shrewsbury, romersk-katolsk präst.
- John Talbot av Longford, Market Drayton, Shropshire, som gifte sig med Eleanor Baskerville.
- Gertrude Talbot, som gifte sig med Robert Wintour.